# Cracinae
Cracinae су потпородица од око 15 врста птица из породице  и реда кокошки. У ову потпородицу спадају четири рода, распрострањена у тропским областима  Јужне Америке и преко Средње Америке (врста Crax rubra у Мексику) до Тексаса (род Ortalis). Изумрле врсте рода Ortalis живеле су на подручју западних Сједињених Држава.

## Родови и врсте
| Слка | Род               | Савремене врсте |
| ---- | ----------------- | --- |
|      |                   | - Ноћни курасо, |
|      |                   | - Безкрести курасо () - Алагоашки хоко (Mitu mitu) - нестао у дивљини (средином 1980-их) - Салвинов курасо () - Оштрокљуни курасо ()                                   |
|      |Pauxi – Шлемасти курасо | - Шлемасти курасо () - Крунасти курасо () - Сирски курасо ()                                                                                                  |
|      |                   | - Велики курасо () - Плавокљуни хоко () - Жутокљуни курасо () - Ресасти курасо () - Крунасти хоко () - Гологлави курасо () - Црни курасо () - Белем курасо () |